# Nana de l'Escultor
La galàxia nana de l'Escultor és una galàxia nana esferoidal situada a la constel·lació de l'Escultor a una distància de 290.000 anys llum del Sol i molt prop del pol sud galàctic. Va ser descoberta el 1937 per Harlow Shapley.
És una satèl·lit de la Via Làctia i una galàxia nana esferoïdal típica, amb una metal·licitat molt baixa -solament un 4% de la de la nostra galàxia- i el que semblen ser dues poblacions estel·lars diferents, una més jove que l'altra sobre la base de tenir una metal·licitat diferent.
Escultor està composta en un 99% de matèria fosca, i només l'1% restant en la forma d'estels; recents recerques han mostrat a més que aquesta està distribuïda de manera uniforme per la galàxia i no concentrada al seu centre com prediuen els models.